# SD-Abschnitt
Als SD-Abschnitte wurden in den Jahren von 1933 bis 1945 die regionalen Zuständigkeitsgebiete des Sicherheitsdienstes der SS sowie die mit der Überwachung dieser Gebiete betrauten SD-Einheiten bezeichnet. Im übertragenen Sinne wurden auch die Hauptquartiere der zuständigen SD-Einheiten als Abschnitt bezeichnet. Der Begriff SD-Abschnitt ist nicht zu verwechseln mit dem Begriff SS-Abschnitt.

## 1932 bis 1934
Eine erste regionale Struktur erhielt der Sicherheitsdienst im Jahr 1932. Die Einteilung erfolgte in fünf SD-Gruppen, auch Bezirke genannt (Nord, West, Süd, Süd-Ost und Ost). Sie waren die Vorläufer der SD-Oberabschnitte.
Für das Jahr 1933 sind sieben SD-Oberabschnitte dokumentiert, für 1934 zehn SD-Oberabschnitte. In den Anfangsjahren war die Struktur noch nicht konstant, die Zahl der Abschnitte wurde erhöht, die Abschnitte umbenannt und einzelne Regionen (z. B. Westfalen und Magdeburg-Anhalt) wurden verschoben.

## 1935 bis 1939
Ab 1935 war die Struktur gefestigt. Österreich kam 1938 als Abschnitt dazu, so dass die Zahl der SD-Oberabschnitte im Jahr 1939 bei elf lag.
Die elf SD-Oberabschnitte, alphabetisch sortiert:
- SD-Oberabschnitt Donau (in Wien, seit 1938)
- SD-Oberabschnitt Elbe (in Dresden), Vorgänger war SD-Oberabschnitt Mitte in Chemnitz
- SD-Oberabschnitt Nord (in Stettin, vorher Teil von Ost)
- SD-Oberabschnitt Nord-Ost (in Königsberg, vorher Teil von Ost)
- SD-Oberabschnitt Nord-West (in Hannover)
- SD-Oberabschnitt Ost (in Berlin)
- SD-Oberabschnitt Rhein (in Frankfurt, vorher SD-Oberabschnitt West)
- SD-Oberabschnitt Süd (in München)
- SD-Oberabschnitt Süd-Ost (in Breslau, abgetrennt von SD-Oberabschnitt Mitte)
- SD-Oberabschnitt Süd-West (in Stuttgart)
- SD-Oberabschnitt West (in Düsseldorf, gebildet aus Teilen von West (alt) und Nordwest)

Die SD-Oberabschnitte waren dem SD-Hauptamt unterstellt. Ihrerseits waren sie vorgesetzte Stelle von zwei bis sechs in ihrem Gebiet tätigen SD-Unterabschnitten. Eine exakte Zahl der SD-Unterabschnitte ist nicht bekannt, mindestens 50 sind dokumentiert. Die Grenzen der SD-Unterabschnitte waren teilweise identisch mit den Grenzen der Gaue der NSDAP (Nordwest, Bayern, Österreich), teilweise mit den Grenzen der preußischen Regierungsbezirke (Ostpreußen, Brandenburg, Schlesien).
Auf der Ebene unterhalb der SD-Unterabschnitte gab es ca. 500 haupt- und nebenamtliche Außenstellen, die die Kontakte zu den V-Leuten vor Ort hielten und die Informationen sammelten.

### Donau
Der SD-Oberabschnitt Donau (anfangs noch Österreich genannt) bestand seit 1938. Er war in der Theresianumgasse 16/18 in Wien untergebracht. Sein erster Leiter war Erich Naumann. Zum SD-Oberabschnitt Donau gehörten die SD-Unterabschnitte Wien, Oberdonau (in Linz), Salzburg, Tirol und Steiermark.

### Elbe
Die SD-Gruppe Süd-Ost wurde von Lothar Beutel in Chemnitz aufgebaut. Nach der Abspaltung Schlesiens (als neuer SD-Oberabschnitt Süd-Ost) hieß der SD-Oberabschnitt Mitte, er war in der Oststraße 65 in Chemnitz untergebracht. Beutel hatte die Leitung bis 1936 inne. Die Namensänderung in SD-Oberabschnitt Elbe erfolgte Ende 1935. Kurzzeitig war der Abschnitt in Leipzig untergebracht; danach in Dresden. Leiter von 1937 bis 1939 war Wilhelm Koppe.
Zum SD-Oberabschnitt Elbe gehörten die SD-Unterabschnitte Dresden-Bautzen, Leipzig, Chemnitz-Zwickau, Thüringen-Erfurt, Halle-Merseburg, Magdeburg-Anhalt, später auch zwei SD-Unterabschnitte im Sudetenland, in Reichenberg (Regierungsbezirk Aussig) und Karlsbad (Regierungsbezirk Eger). Thüringen-Erfurt umfasste das Land Thüringen und den preußischen Regierungsbezirk Erfurt.

### Nord
Der SD-Oberabschnitt Nord war in der Falkenwalderstraße 179 in Stettin untergebracht. Leiter waren u. a. Robert Schulz, Erich Naumann und Otto Wendland. Zum SD-Oberabschnitt Nord gehörten u. a. die SD-Unterabschnitte Pommern-West in Stettin und Mecklenburg in Schwerin.

### Nord-Ost
Der SD-Oberabschnitt Nord-Ost befand sich in der Herzog-Albrecht-Allee 16 in Königsberg. Leiter war Dr. Arnold Rust (1934 bis 1936) und von 1937 bis 1939 Jakob Sporrenberg. Zum SD-Oberabschnitt Nord gehörten u. a. die SD-Unterabschnitte Gumbinnen und Danzig.

### Nord-West
Der SD-Oberabschnitt Nord-West befand sich 1939 in der Kaiserallee 8 in Hannover. Sein Leiter war 1935 Joachim Mrugowsky. Zum SD-Oberabschnitt Nord-West gehörten die SD-Unterabschnitte Schleswig-Holstein, Hamburg, Weser-Ems, Ost-Hannover und Südhannover-Braunschweig, entsprechend den Gauen der NSDAP.

### Ost
Der SD-Oberabschnitt Ost ging aus der SD-Gruppe Ost hervor, die von Hans Kobelinski in Berlin aufgebaut wurde. Adresse war zunächst die Eichenallee 16/18 im Westend, später die Jagowstraße 16–18. Zum SD-Oberabschnitt Ost gehörte der SD-Unterabschnitt Frankfurt/Oder und der SD-Unterabschnitt Groß-Berlin. Kobelinski war ab 1934 Führer des Oberabschnitts, ihm folgten u. a. Hermann Behrends, Karl Zech und Erich Naumann. Weitere bekannte Mitarbeiter des Oberabschnitts waren Werner Göttsch, Alfred Naujocks und Richard Pruchtnow. Im SD-Oberabschnitt Ost wurden 1933/1934 gezielt die Informationen gesammelt, die im Machtkampf zwischen Heinrich Himmler und Reinhard Heydrich sowie Hermann Göring und Rudolf Diels um die Kontrolle über die Gestapo, den Sturz Diels als Leiter der Geheimen Staatspolizei in Berlin herbeiführten.

### Rhein
Der SD-Oberabschnitt Rhein (vorher West) war in Niedenau 68 in Frankfurt am Main untergebracht. Sein Leiter war in den Jahren 1933/34 Wilhelm Albert. Zum SD-Oberabschnitt Rhein gehörten die SD-Unterabschnitte Hessen, Kassel, Wiesbaden, Darmstadt, Koblenz und Trier.

### Süd-Ost
Der SD-Oberabschnitt Süd-Ost war zeitweise in der Friedrich-Hebbelstraße 1/38 in Breslau untergebracht. Er wurde 1934 vom Oberabschnitt Mitte abgetrennt. Der Leiter war ab August 1934 Ernst Müller, ab 1937 Wilhelm Günther. Zum SD-Oberabschnitt Südost gehörten u. a. die SD-Unterabschnitte Liegnitz und Oppeln.

### Süd
Der SD-Oberabschnitt Süd war in der Leopoldstraße 10 in München untergebracht. Zum SD-Oberabschnitt Süd gehörten, entsprechend den Gauen in Bayern, die SD-Unterabschnitte München-Oberbayern, Franken, Mainfranken, Bayerische Ostmark und Schwaben. Einer der Begründer war Ernst-Albrecht Hildebrandt. Ab 1936 war Lothar Beutel der Leiter des SD-Oberabschnitts.

### Süd-West
Der SD-Oberabschnitt Südwest war in der Kernerstraße 52 in Stuttgart untergebracht. Mit der Führung war 1933/1934 Werner Best betraut, ihm folgte Gustav Adolf Scheel von 1935 bis 1939. Zum SD-Oberabschnitt Süd-West gehörten die SD-Unterabschnitte Baden, Württemberg-Hohenzollern, Pfalz und Saar.

### West
Der Vorgänger des Leitabschnitts West, die SD-Gruppe West, wurde von August Simon in Düsseldorf aufgebaut. Der Nachfolger Wilhelm Albert leitete dann die SD-Gruppe West von Frankfurt aus. West wurde 1934 in zwei Oberabschnitte aufgeteilt, West in Düsseldorf und Rhein in Frankfurt. Wilhelm Albert übernahm den SD-Oberabschnitt Rhein, in Düsseldorf wurde Alfons Glatzel Leiter.
Der SD-Oberabschnitt war in der Goltsteinstraße 3 in Düsseldorf untergebracht. Zum SD-Oberabschnitt West gehörten die SD-Unterabschnitte Düsseldorf, Münster, Aachen, Köln und Minden-Lippe. Minden-Lippe umfasste den Regierungsbezirk Minden und das Land Lippe.

## 1939 bis 1941
Im Zuge der Eingliederung des Sicherheitsdienstes der SS in das Reichssicherheitshauptamt im Herbst 1939 erfolgte eine Neuausrichtung der Organisationsstruktur. Mit der Reorganisation war Walter Schellenberg betraut. So gab ab Ende 1939 nur noch eine Abschnittsebene, die SD-Abschnitte, auch zum Teil mit SD-Leitabschnitten bezeichnet, die sich an den Wehrkreisen orientierten. Die bisherige Hierarchie von SD-Oberabschnitten und SD-Unterabschnitten wurde eliminiert.
Kritikpunkt war die Bürokratie in den Oberabschnitten, bzw. zu viel Personal in der Führungsebene und ein Mangel an Personal auf der Arbeitsebene. Außerdem entsprach die gewachsene regionale Struktur des SD weder der Struktur des Reiches (Länder und Provinzen), noch der Struktur der SS (21 Oberabschnitte) und auch nicht der Gau-Struktur der NSDAP.
Die SD-Abschnitte (bzw. Leitabschnitte) sind alphabetisch aufgeführt. Die mit einem Sternchen (*) versehenen Abschnitte wurden 1941 zu einer SD-Hauptaußenstelle oder SD-Außenstelle herabgestuft.

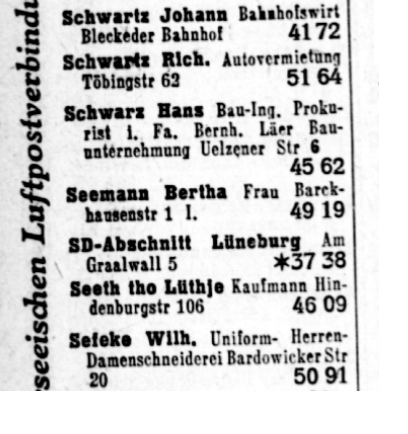
SD-Abschnitt Lüneburg, Eintrag im amtlichen Fernsprechbuch (1941)

SD-Leitabschnitt war eine Bezeichnung für ausgewählte Abschnitte, die Bezeichnung wurde insbesondere für die SD-Abschnitte in den Hauptstädten der Länder (z. B. SD-Leitabschnitt Karlsruhe) und der preußischen Provinzen (z. B. SD-Leitabschnitt Danzig) verwendet.

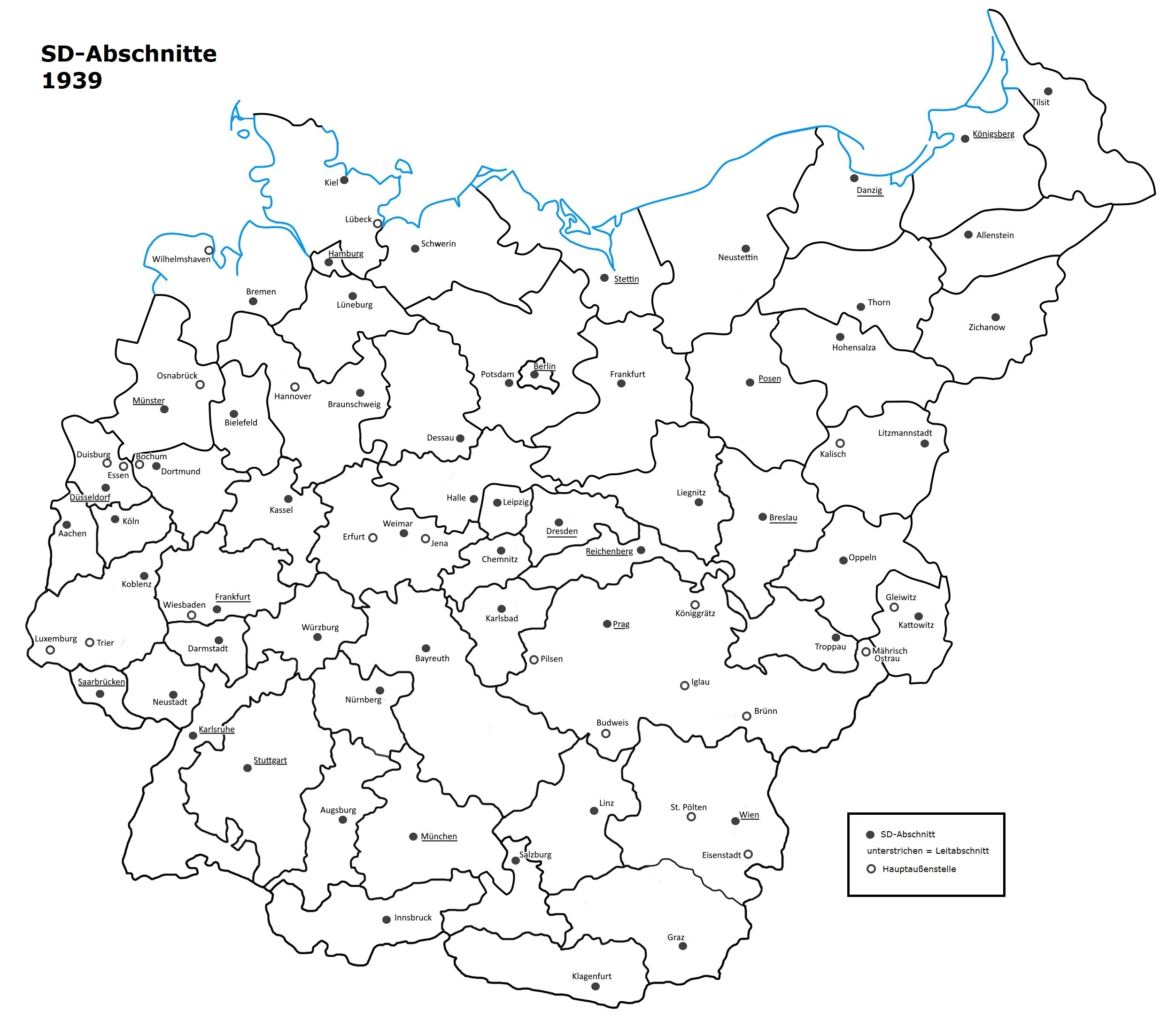
SD-Abschnitte 1939

| SD-Abschnitt Aachen*         | SD-Abschnitt Allenstein*     | SD-Abschnitt Augsburg*       |
| SD-Abschnitt Bayreuth        | SD-Leitabschnitt Berlin      | SD-Abschnitt Bielefeld*      |
| SD-Abschnitt Braunschweig    | SD-Leitabschnitt Bremen      | SD-Leitabschnitt Breslau     |
| SD-Abschnitt Chemnitz*       | SD-Leitabschnitt Danzig      | SD-Abschnitt Darmstadt*      |
| SD-Abschnitt Dessau*         | SD-Abschnitt Dortmund        | SD-Leitabschnitt Dresden     |
| SD-Leitabschnitt Düsseldorf  | SD-Leitabschnitt Frankfurt   | SD-Abschnitt Frankfurt Oder* |
| SD-Abschnitt Graz            | SD-Abschnitt Halle           | SD-Leitabschnitt Hamburg     |
| SD-Abschnitt Hohensalza      | SD-Abschnitt Innsbruck       | SD-Abschnitt Karlsbad*       |
| SD-Leitabschnitt Karlsruhe*  | SD-Abschnitt Kassel*         | SD-Abschnitt Kattowitz       |
| SD-Abschnitt Kiel            | SD-Abschnitt Klagenfurt      | SD-Abschnitt Koblenz         |
| SD-Abschnitt Köln            | SD-Leitabschnitt Königsberg  | SD-Abschnitt Leipzig         |
| SD-Abschnitt Liegnitz*       | SD-Abschnitt Linz            | SD-Abschnitt Litzmannstadt   |
| SD-Abschnitt Lüneburg*       | SD-Leitabschnitt München     | SD-Leitabschnitt Münster*    |
| SD-Abschnitt Neustadt a.d.W* | SD-Abschnitt Neustettin      | SD-Abschnitt Nürnberg        |
| SD-Abschnitt Oppeln*         | SD-Leitabschnitt Posen       | SD-Abschnitt Potsdam*        |
| SD-Leitabschnitt Prag        | SD-Leitabschnitt Reichenberg | SD-Abschnitt Saarbrücken     |
| SD-Abschnitt Salzburg*       | SD-Abschnitt Schwerin*       | SD-Leitabschnitt Stettin     |
| SD-Leitabschnitt Stuttgart   | SD-Abschnitt Thorn           | SD-Abschnitt Tilsit          |
| SD-Abschnitt Troppau*        | SD-Abschnitt Weimar          | SD-Leitabschnitt Wien        |
| SD-Abschnitt Würzburg*       | SD-Abschnitt Zichenau        |                              |

## 1941 bis 1945
Ab 1941 wurde die Anzahl der SD-Abschnitte verringert, einerseits um Kosten zu sparen, andrerseits weil das Personal für den Kriegseinsatz gebraucht wurde. Ab 1941 wurde die Bezeichnung SD-Leitabschnitt nur noch an den Orten verwendet, an denen sich auch eine Staatspolizeileitstelle befand. Damit wurden die Struktur von SD und Gestapo weiter vereinheitlicht.
Liste der SD-Abschnitte mit Adresse und Namen des Leiters der Dienststelle (Stand 1. Oktober 1941). Leiter waren in der Regel Offiziere der SS im Rang eines Sturmbannführers oder Obersturmbannführer.
| SD-Abschnitt Aachen         | Bismarckstr. 61               | SS-Hauptsturmführer Dr. Georg Scherdin      |
| SD-Abschnitt Bayreuth       | Alexanderstr. 6               | SS-Hauptsturmführer Dr. Hans Jaskulsky      |
| SD-Leitabschnitt Berlin     | Kaiser-Wilhelm-Str. 22        | SS-Sturmbannführer Friedrich Polte          |
| SD-Abschnitt Braunschweig   | Wilhelmstr. 21                | SS-Sturmbannführer Kurt Gritschke           |
| SD-Abschnitt Bremen         | Graf-Moltke-Str. 60           | SS-Sturmbannführer Franz Hoth               |
| SD-Leitabschnitt Breslau    | Friedrich-Hebbel-Str. 1–3     | SS-Sturmbannführer Karl-Heinz Bendt         |
| SD-Leitabschnitt Danzig     | Zoppot, Adolf-Hitler-Str. 640 | SS-Sturmbannführer Dr. Rudolf Oebsger-Röder |
| SD-Abschnitt Dortmund       | Horst-Wessel-Str. 29          | SS-Sturmbannführer Ferdinand Gottsmann      |
| SD-Leitabschnitt Dresden    | Gerhart-Hauptmann-Str.1       | SS-Sturmbannführer Karl Tschierschky        |
| SD-Leitabschnitt Düsseldorf | Graf-Recke-Str. 55–57         | SS-Sturmbannführer Fritz Glitz              |
| SD-Abschnitt Frankfurt      | Schaumainkai 23               | SS-Sturmbannführer Kurt Pohl                |
| SD-Abschnitt Graz           | Leechgasse 52                 | SS-Standartenführer Otto Lurker             |
| SD-Abschnitt Halle          | Weidenplan 12                 | SS-Hauptsturmführer Dr. Heinz Schimmerrohn  |
| SD-Abschnitt Hamburg        | Kaiser-Wilhelm-Str. 46        | SS-Standartenführer Otto Somann             |
| SD-Abschnitt Hohensalza     | Hindenburgstr. 20             | SS-Obersturmbannführer Karl Traut           |
| SD-Abschnitt Innsbruck      | Herrengasse 3/II.             | SS-Sturmbannführer Herbert Kiene            |
| SD-Leitabschnitt Kattowitz  | Höferstr. 67                  | SS-Sturmbannführer Joachim Nehring          |
| SD-Abschnitt Kiel           | Karolinweg 23                 | SS-Obersturmbannführer Wilhelm Wiebens      |
| SD-Abschnitt Klagenfurt     | Fromillerstr. 2               | SS-Obersturmbannführer Fritz Volkenborn     |
| SD-Leitabschnitt Königsberg | Luisenallee 61                | SS-Obersturmbannführer Eduard Strauch       |
| SD-Abschnitt Leipzig        | Wachterstr. 34                | SS-Sturmbannführer Gustav Hayn              |
| SD-Abschnitt Linz           | Gesellenhausstr. 5            | SS-Sturmbannführer Theo Gahrmann (?)        |
| SD-Abschnitt Litzmannstadt  | Hermann-Göring-Str. 56        | SS-Hauptsturmführer Dr. Friedrich Buchardt  |
| SD-Leitabschnitt München    | Franz-Josef-Str. 38           | SS-Obersturmbannführer Albert Rapp          |
| SD-Abschnitt Neustettin     | Schloßstr. 6                  | SS-Hauptsturmführer Kruse                   |
| SD-Abschnitt Nürnberg       | Ernst-vom-Rath-Allee 54       | SS-Sturmbannführer Friedrich                |
| SD-Leitabschnitt Posen      | Kaiserring 15                 | SS-Sturmbannführer Rolf-Heinz Höppner       |
| SD-Leitabschnitt Prag       | Sachsenweg 44                 | SS-Obersturmbannführer Horst Böhme          |
| SD-Abschnitt Reichenbach    | Gablonzer Str. 22             | SS-Sturmbannführer Wolf Koch                |
| SD-Abschnitt Saarbrücken    | Trillerweg 38                 | SS-Obersturmbannführer Adolf Ott            |
| SD-Leitabschnitt Stettin    | Königsplatz 16                | SS-Obersturmbannführer Walter Herforth      |
| SD-Leitabschnitt Stuttgart  | Reinsburgstr. 32–34           | SS-Obersturmbannführer Eugen Steimle        |
| SD-Abschnitt Thorn          | Graudenzer Str. 37            | SS-Obersturmbannführer Werner Böhm          |
| SD-Abschnitt Tilsit         | Stollbecker Str. 101          | SS-Sturmbannführer Werner Hersmann          |
| SD-Leitabschnitt Wien       | Theresianumgasse 16           | SS-Hauptsturmführer Dr. Ernst Chlan         |
| SD-Abschnitt Zichenau       | Kirchenstr. 17                | SS-Sturmbannführer Theodor Christensen      |

Erläuterung: (?) = Angabe nicht hinreichend belegt, kursiv = nicht identifiziert